# Орлява
45°34′31″ пн. ш. 16°28′16″ сх. д. / 45.57528° пн. ш. 16.47111° сх. д.
Орля́ва (хорв. Orljava) — річка в Хорватії, в Пожезько-Славонській жупанії, ліва притока Сави.
Довжина річки — 89 км, площа басейну — 1 494 км².

## Географія
Витік Орляви знаходиться на схилі гори Псунь, у верхів'ях річка тече на схід, швидко збільшується в розмірах, збираючи воду всіх струмків, що стікаються в долину Пожеги. У самому місті Пожега в Орляву впадає річка Величанка, що тече з Папука і струмок Вуч'як, що стікає з Пожезької гори.
Нижче Пожеги річка протікає через Плетерницю, де бере свою найбільшу притоку Лонджу і повертає на південь. Орлява впадає в Саву біля села Славонскі-Кобаш (вище Славонського Броду).
На Орляві є ряд порогів та водоспадів, особливо у верхів'ях. Річка багата рибою і популярна у любителів риболовлі.